# Volksbewegingspartij
De Volksbewegingspartij (Roemeens:Partidul Mișcarea Populară, PMP) is een Roemeense politieke partij opgericht in 2014 en voortkomend uit een stichting die in 2013 werd gelanceerd door toenmalig president en lid van PDL Traian Băsescu en vooral bestaande uit voormalig PDL-leden. De PMP staat voor een christelijk democratische en liberale inslag en is binnen de Europese Unie lid van de EVP.
In 2013 werd door Traian Băsescu op Facebook aangekondigd dat hij een stichting ging oprichten nadat Vasile Blaga tot voorzitter was verkozen van de PDL. In juni 2013 kwam uit deze stichting een nieuwe partij voort. In 2014 werd de partij officieel gelanceerd door Eugen Tomac, presidentieel adviseur en vlak daarvoor uit de PDL gestapt.
Vervolgens trokken vele PDL-leden naar de partij toe. Zoals Elena Udrea, voormalig minster van toerisme en adviseur van Traian Băsescu. Voormalig premier Emil Boc, voormalig minister van Cultuur Theodor Paleologu, voormalig minister van Buitenlandse Zaken Teodor Baconschi, voormalig minster van Onderwijs Daniel Funeriu, Europarlementariër Cristian Preda en Elena Băsescu, de dochter van Traian. In mei 2014 trad ook voormalig minister van Buitenlandse zaken en hoofd van de presidentiële administratie Cristian Diaconescu toe.
De Europese verkiezingen van 2014 waren de eerste waaraan de partij meedeed. Zij behaalde 6.2% van de stemmen en zodoende konden Cristian Preda en de jonge Siegfried Mureşan in het EP zitting nemen.
Op 7 juni 2014 werd Elena Udrea met overgrote meerderheid (742 stemmen en 209 voor Daniel Funeriu) verkozen als voorzitter van de partij.
Cristian Diaconescu, die voorzitter is van de stichting, werd in eerste instantie voorgedragen als kandidaat voor de presidentiële verkiezingen van 2014 maar moest deze positie in augustus afstaan aan Elena Udrea. Cristian kondigde daarop aan als onafhankelijk lid verder te gaan maar trok dat later weer in. Elena Udrea behaalde in de eerste ronde 5.2% van de stemmen. Na de presidentsverkiezingen raakte Udrea in opspraak door twee corruptiezaken waarbij ze enkele maanden vast gehouden werd. Eugen Tomac nam het voorzitterschap over. Op 4 maart 2015 besloten de leden van PMP om een alliantie aan te gaan met de Nationale Democratische Partij, een afsplitsing van de PPDD, onder de naam Groep Democratisch en Volks. Maar in juni verbrak men de relatie alweer.
Pas op 10 oktober 2015 trad uiteindelijk ook initiator Traian Băsescu toe als lid van de PMP om vervolgens op 24 oktober tijdens een congres tot voorzitter verkozen te worden van de partij en de partij tevens hernoemde in Volksbeweging (Mișcarea Populară, MP). Eugen Tomac werd uitvoerend voorzitter. Tijdens dit congres werd ook het partijprogramma "Mijn Roemenië" bekendgemaakt voor de aankomende verkiezingen. Hierin wordt de nadruk gelegd op patriottisme en scholing. Eugen Tomac maakt duidelijk dat de MP streeft naar het samengaan van Moldavië en Roemenië. Bij de overgang van PMP naar MP had de partij vier parlementsleden, nadat Băsescu aantrad als partijleider voegde drie leden van de PND en een lid van de PDL zich bij de partij. De naamsverandering werd door het Boekarest Hof van Beroep op 18 maart 2016 terug gedraaid nadat de Openbare aanklagers van het Tribunaal van Boekarest, waar de registratie van politieke partijen plaatsvindt, bezwaar hadden aangetekend.
In aanloop naar de lokale verkiezingen van 2016 schoof PMP de journalist Robert Turcescu naar voren als kandidaat voor de burgemeesterspost van Boekarest. De journalist was vlak nadat Băsescu tot voorzitter was verkozen, lid geworden van de PMP.
In 2016 besloot de UNPR samen te gaan met de PMP. De UNPR had na het vertrek van hun leider Gabriel Oprea te maken met een enorme leegloop onder hun volksvertegenwoordigers. Uiteindelijk liep deze fusie op niks uit.
In 2018 nam Eugen Tomac wederom het partijvoorzitterschap op zich. Traian Băsescu en Eugen Tomac verkregen bij de Europese verkiezingen van 2019 ieder een zetel. Bij de presidentiële verkiezingen van 2019 kandideerde PMP Theodor Paleologu maar hij werd vijfde met 5,72%. Bij de lokale verkiezingen van 2020 schoof de PMP Traian Băsescu naar voren als burgemeesterskandidaat voor Boekarest, waar hij al eerder burgemeester van was geweest, maar hij moest het afleggen tegen Nicușor Dan met slechts 11% van de stemmen. De daaropvolgende parlementaire verkiezingen deed PMP het dermate slecht dat ze niet genoeg stemmen wisten te vergaren om terug te komen in het parlement. Eugen Tomac stapte daarop op als voorzitter en werd tijdelijk opgevolgd door Marius Pașcan.
Alliantie van Liberalen en Democraten · Alliantie voor de Unie van Roemenen · Democratisch-Liberale Partij · Democratische Unie van Hongaren in Roemenië · Groot-Roemeniëpartij · Humanistischekrachtpartij · Nationale Democratische Partij · Nationaal-Liberale Partij · Nationale Christen-Democratische Boerenpartij · Nationale Unie voor de vooruitgang van Roemenië · Nieuwegeneratiepartij · Nieuwe Republiek · Noua Dreaptă · M10 · Partij Verenigd Roemenië · Red Roemenië-Unie · Roemeense Sociale Partij · Sociaaldemocratische Partij · Partijen van etnische minderheden · Volksbewegingspartij